# Долгоозёрка
Долгоозёрка — упразднённая деревня в Здвинском районе Новосибирской области. На момент упразднения входила в состав Петраковского сельсовета. Исключена из учётных данных в 1975 году.

## География
Деревня располагался на северо-западе района, между озерами Долгоозерное и Камышовое, в 3,5 км (по прямой) к северо-западу от села Петраки.

## История
Деревня была основана в 1831 году. В 1928 году село Долгоозёрное состояло из 128 хозяйств. В административном отношении являлось центром Долгоозерского сельсовета Нижне-Каргатского района Барабинского округа Сибирского края. В селе располагались школа 1-й ступени и маслозавод. В 1930-х создан колхоз "2-й большевистский сев". В 1957 году в составе Петраковского сельсовета.
Решением Новосибирского облисполкома от 17.02.1975 г. № 118 деревня исключена из учётных данных.

## Население
По переписи 1926 года в селе проживало 685 человек (320 мужчин и 365 женщин), основное население — русские.